# Cantó de la Conca-d'Oro
El cantó de la Conca-d'Oro és una antiga divisió administrativa francesa situat al departament de l'Alta Còrsega i a la Col·lectivitat Territorial de Còrsega. Va existir de 1973 a 2015.

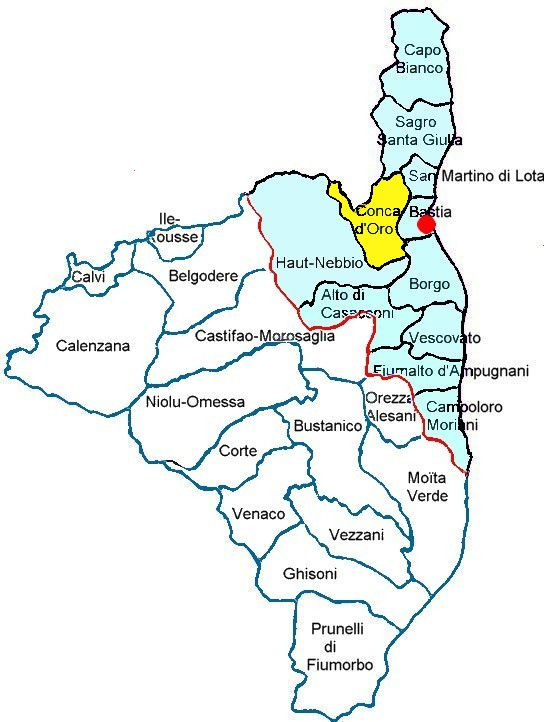
Localització del cantó de la Conca-d'Oro

## Administració
| Període   | Identitat     | Partit                    | Qualitat                 |
| --------- | ------------- | ------------------------- | ------------------------ |
| 2004-2015 | Claudy Olmeta | Unió Liberal i de Progrés | alcalde de Saint-Florent |

## Composició
| Nom             | Població | Codi Postal | Codi Insee |
| --------------- | -------- | ----------- | ---------- |
| Barbaggio       | 164      | 20253       | 2B029      |
| Farinole        | 179      | 20253       | 2B109      |
| Oletta          | 830      | 20232       | 2B185      |
| Olmeta-di-Tuda  | 291      | 20232       | 2B188      |
| Patrimonio      | 645      | 20253       | 2B205      |
| Poggio-d'Oletta | 140      | 20232       | 2B239      |
| Saint-Florent   | 1 474    | 20217       | 2B298      |
| Vallecalle      | 109      | 20232       | 2B333      |

## Demografia
| 1962  | 1968  | 1975  | 1982  | 1990  | 1999  | 2011  |
| ----- | ----- | ----- | ----- | ----- | ----- | ----- |
| 2.240 | 2.519 | 2.778 | 3.228 | 3.513 | 3.832 | 4.946 |